# Boris Jeriomin
Boris Nikołajewicz Jeriomin (ros. Борис Николаевич Ерёмин, ur. 21 lutego?/6 marca 1913 w Saratowie, zm. 4 kwietnia 2005 w Moskwie) – radziecki pilot wojskowy, generał porucznik lotnictwa, Bohater Związku Radzieckiego (1990).

## Życiorys
Po ukończeniu 9 klas szkoły pracował jako tokarz w saratowskiej fabryce maszyn, od maja 1931 służył w Armii Czerwonej, skończył szkołę lotniczo-techniczną w Wolsku i został skierowany do służby w lotnictwie bombowym na Dalekim Wschodzie. 
Uczestniczył w walkach nad jeziorem Chasan w 1938, później ukończył wojskową lotniczą szkołę pilotów w Czycie (1939) i Kaczyńską Wojskową Wyższą Szkołę Lotniczą Pilotów (1940) i został zastępcą dowódcy eskadry w lotniczym pułku w Odeskim Okręgu Wojskowym. 
Od czerwca 1941 brał udział w wojnie z Niemcami, od listopada 1941 jako dowódca eskadry, a od września 1942 zastępca dowódcy pułku lotniczego, w grudniu 1943 został zastępcą dowódcy 6 Gwardyjskiej Lotniczej Dywizji Myśliwskiej, walczył kolejno na Froncie Południowym, Południowo-Zachodnim, Stalingradzkim, od stycznia do października 1943 ponownie Południowym, następnie 4 Ukraińskim, od czerwca do września 1944 1 Ukraińskim, potem do końca wojny 2 Ukraińskim.
Uczestniczył w walkach obronnych w Mołdawii i na południu Ukrainy, w operacji tyraspolsko-melitopolskiej i charkowskiej (1942), bitwie pod Stalingradem, operacji rostowskiej, miusskiej, donbaskiej, melitopolskiej, krymskiej, lwowsko-sandomierskiej, debreczyńskiej, budapesztańskiej i wiedeńskiej. W walkach powietrznych był dwukrotnie zestrzelony i dwukrotnie ranny. W czasie wojny wykonał 342 loty bojowe (w tym 117 zwiadowczych) i stoczył 70 walk powietrznych, w których zestrzelił osobiście 8 i w grupie 15 samolotów wroga. W 1944 i 1945 był przedstawiany do uhonorowania tytułem Bohatera Związku Radzieckiego. 
W 1946 skończył kursy dowódcze przy Wojskowej Akademii Sił Powietrznych, a w 1952 Wyższą Akademię Wojskową im. Woroszyłowa, 1948-1950 był doradcą przy Dowództwie Sił Powietrznych Bułgarii, a 1952-1957 komendantem Kaczyńskiej Wojskowej Wyższej Szkoły Lotniczej Pilotów. W latach 1957–1959 był zastępcą dowódcy Wojskowych Sił Powietrznych ZSRR, 1959-1962 dowódcą Wojskowych Sił Powietrznych Północnokaukaskiego Okręgu Wojskowego, 1962-1964 dowódcą 37 Armii Powietrznej i członkiem Rady Wojskowej Północnej Grupy Wojsk w Polsce, a 1964-1965 dowódcą lotnictwa Północnej Grupy Wojsk. Później był szefem służby bezpieczeństwa lotów Wojskowych Sił Powietrznych ZSRR, w 1975 zakończył służbę wojskową. Był honorowym obywatelem Wołgogradu, Saratowa, Nikopola i Kielc.

## Odznaczenia
- Złota Gwiazda Bohatera Związku Radzieckiego (5 maja 1990)
- Order Lenina (dwukrotnie - 9 kwietnia 1944 i 5 maja 1990)
- Order „Za zasługi dla Ojczyzny” IV klasy
- Order Honoru (22 lipca 2004)
- Order Czerwonego Sztandaru (sześciokrotnie - 14 marca 1942, 15 sierpnia 1942, 20 sierpnia 1943, 16 kwietnia 1945, 19 listopada 1951 i 22 lutego 1968)
- Order Suworowa III klasy (2 grudnia 1945)
- Order Wojny Ojczyźnianej I klasy (11 marca 1985)
- Order Czerwonej Gwiazdy (dwukrotnie - 6 listopada 1947 i 21 lutego 1974)
- Order „Za służbę Ojczyźnie w Siłach Zbrojnych ZSRR” III klasy (30 kwietnia 1975)
- Medal „Za zasługi bojowe” (3 listopada 1944)
- Order 9 września 1944 I klasy z Mieczami (Bułgaria)

I odznaczenia rumuńskie, czechosłowackie i mongolskie.